# Holmsjön (Säfsnäs socken, Dalarna)
Holmsjön är en sjö i Ludvika kommun i Dalarna och ingår i Göta älvs huvudavrinningsområde. Sjön har en area på 0,718 kvadratkilometer och ligger 417,1 meter över havet. Sjön avvattnas av vattendraget Holmsjöbäcken. Vid provfiske har abborre, bäckröding och röding fångats i sjön.

## Delavrinningsområde
Holmsjön ingår i det delavrinningsområde (666948-142832) som SMHI kallar för Utloppet av Holmsjön. Medelhöjden är 425 meter över havet och ytan är 2,8 kvadratkilometer. Det finns inga avrinningsområden uppströms utan avrinningsområdet är högsta punkten. Holmsjöbäcken som avvattnar avrinningsområdet har biflödesordning 4, vilket innebär att vattnet flödar genom totalt 4 vattendrag innan det når havet efter 408 kilometer. Avrinningsområdet består mestadels av skog (55 procent) och sankmarker (16 procent). Avrinningsområdet har 0,72 kvadratkilometer vattenytor vilket ger det en sjöprocent på 25,8 procent.